# Lili, a Estrela do Crime
Lili, a Estrela do Crime é um filme brasileiro de 1989, dos gêneros policial e comédia, dirigido pelo cineasta Lui Farias. Seu roteiro é baseado no livro Lili Carabina, de autoria do novelista Aguinaldo Silva e também num episódio da série Plantão de Polícia, do mesmo autor, que por sua vez se baseou na vida de uma criminosa real, Djanira Metralha ou Djanira da Metralhadora. A trilha sonora é de Ary Sperling e a música-tema foi composta e interpretrada por Kid Abelha. Outras canções ouvidas no filme são de Lobão, Paralamas do Sucesso e Rita Lee.

## Sinopse
Elisa do Nascimento fica viúva com dois filhos, depois que seu marido é assassinado por ter sido confundido com um assaltante de uma empresa de transportes ("Viação Americana"). O líder da quadrilha que realizou o assalto, Guerreiro, vai até ela e lhe oferece dinheiro, dizendo que o marido era inocente. Elisa não aceita mas quer entrar para o bando. Usando uma peruca loira e uma maquiagem branca no rosto, ela adota a alcunha de "Lili Carabina" e comanda ao lado de Guerreiro uma série de assaltos e se vinga de Arnaldo, o dono da viação que fora o mandante do assassinato do marido. O obstinado e honesto Delegado Renato (paródia de detetives policiais da TV americana, principalmente Columbo) começa a persegui-la e não quer fracassar pois está prestes a se aposentar.

## Elenco
- Betty Faria...Elisa do Nascimento / Lili Carabina
- Reginaldo Faria...Delegado Renato
- Mário Gomes...Guerreiro (participação especial)
- Patrícya Travassos...Rita
- João Signorelli...Corvo
- David Pinheiro...Arnaldo
- Vicente Pereira...Dalila
- Sandro Solviat...Fiel
- Colé Santana...Xerife (do VT)
- Yolanda Cardoso...Madame do Cassino
- Suzana Abranches...Virgem do VT
- Júlio Levy...baterista
- Miquimba...Lothar
- Waldir Onofre...Bira

## Trilha sonora
- A canção "Sexo e Dólares" foi composta especialmente para o filme por Paula Toller e gravada pela banda Kid Abelha no álbum Kid, de 1989.